# Segonzac (Corrèze)
Segonzac település Franciaországban, Corrèze megyében. Lakosainak száma 201 fő (2022. január 1.). Segonzac Ayen, Coubjours, Juillac, Rosiers-de-Juillac, Saint-Robert, Teillots és Sainte-Trie községekkel határos.

## Népesség
A település népessége az elmúlt években az alábbi módon változott:
| Lakosok száma | 375  | 327  | 253  | 232  | 226  | 226  | 222  | 223  | 222  | 201  |
|               | 1968 | 1982 | 1990 | 2006 | 2013 | 2015 | 2017 | 2019 | 2020 | 2022 |